# Mechanitis kayei
Mechanitis kayei är en fjärilsart som beskrevs av Fox 1967. Mechanitis kayei ingår i släktet Mechanitis och familjen praktfjärilar. Inga underarter finns listade i Catalogue of Life.